# Eriospermum dissitiflorum
Eriospermum dissitiflorum là một loài thực vật có hoa trong họ Măng tây. Loài này được Schltr. mô tả khoa học đầu tiên năm 1896.